# Рикардо Техеда
Рикардо Техеда (на испански: Ricardo Tejeda) е мексикански сценарист. Реализира цялата си кариера в мексиканската компания Телевиса.

## Творчество

### Адаптации
- Трета част на Проектиране на любовта ти (2021) с Оскар Ортис де Пинедо и Клаудия Васкес, оригинал от Антонио Барейра
- Моето сърце е твое (2014/15) с Марсия дел Рио, Алехандро Поленс и Пабло Ферер, оригинал от Ана Обрегон
- Защото любовта командва (2012/13) с Марсия дел Рио и Алехандро Поленс, оригинал от Йорг Илер, Клаудия Санчес и Каталина Кой

### Коадаптации
- Цената да те обичам (2024) с Фермин Сунига, Вероника Суарес и Мария де ла Пас Агире, версия и либрето от Габриела Ортигоса
- Мащехата (2022) с Роса Саласар Аренас, Фермин Сунига и Антони Мартинес, версия и либрето от Габриела Ортигоса
- Без твоя поглед (2017/18) с Херардо Луна и Феликс Кортес-Шьолер, версия и либрето от Габриела Ортигоса
- Мое мило проклятие (2016/17) с Феликс Кортес и Харердо Санчес Луна, версия и либрето от Габриела Ортигоса[2]
- Втора част на Просто Мария (2015/16) с Алехандро Ориве, адаптация от Габриела Ортигоса[3]
- Буря в Рая (2007) с Клаудия Веласко и Мария Антониета „Калу“ Гутиерес, адаптация от Марсия дел Рио

### Литературни редакции
- Първа част на Просто Мария (2015/16), написана от Габриела Ортигоса и Нора Алеман
- Първа част на Непростимо (2015), написана от Химена Суарес
- Завинаги любов моя (2013/14) с Маримар Оливер, написана от Нора Алеман, Денис Пфейфер и Габриела Ортигоса[4]
- Семейство с късмет (2011/12) с Марта Хурадо, написана от Марсия дел Рио, Алехандро Поленс, Мария Антониета „Калу“ Гутиерес и Нора Алеман
- Моят грях (2009) с Марта Хурадо, написана от Мария дел Кармен Пеня, Хосе Куаутемок Бланко и Виктор Мануел Медина
- Под юздите на любовта (2007), написана от Катя Рамирес Естрада и Ена Маркес
- Битка на страсти (2006) с Марта Хурадо, написана от Марсия дел Рио
- Мечти и бонбони (2005), написана от Лурдес Бариос, Долорес Ортега и Денис Пфейфер
- Под същата кожа (2003/04) с Вирхиния Кинтана, написана от Марта Карийо и Кристина Гарсия
- Булчински воал (2003/04) с Марта Хурадо, написана от Мария Антониета „Калу“ Гутиерес и Марсия дел Рио
- Саломе (2001/02) с Марта Хурадо, написана от Марсия дел Рио
- Втора част на Ангелско личице (2000/01) с Росарио Велисия, написана от Кари Фахер и Алберто Гомес
- Къщата на плажа (2000), написана от Фернанда Вийели
- Есперанса (1999), написана от Марсия дел Рио и Алберто Гомес
- Камила (1998/99) с Хуан Карлос Техеда, Хуан Карлос Алкала и Кармен Сепулведа, написана от Габриела Ортигоса
- Живея заради Елена (1998), написана от Марсия дел Рио и Мария Кристина Рибал
- El alma no tiene color (1997), написана от Алберто Гомес
- За цял живот (1996), написана от Хесус Калсада
- Мария Хосе (1995) с Долорес Ортега, написана от Габриела Ортигоса

## Награди и номинации
Златни награди TV Adicto
| Година | Категория           | Теленовела | Резултат |
| ------ | ------------------- | ---------- | -------- |
| 2022   | Най-добра адаптация | Мащехата   | Печели   |